# Feministische sciencefiction

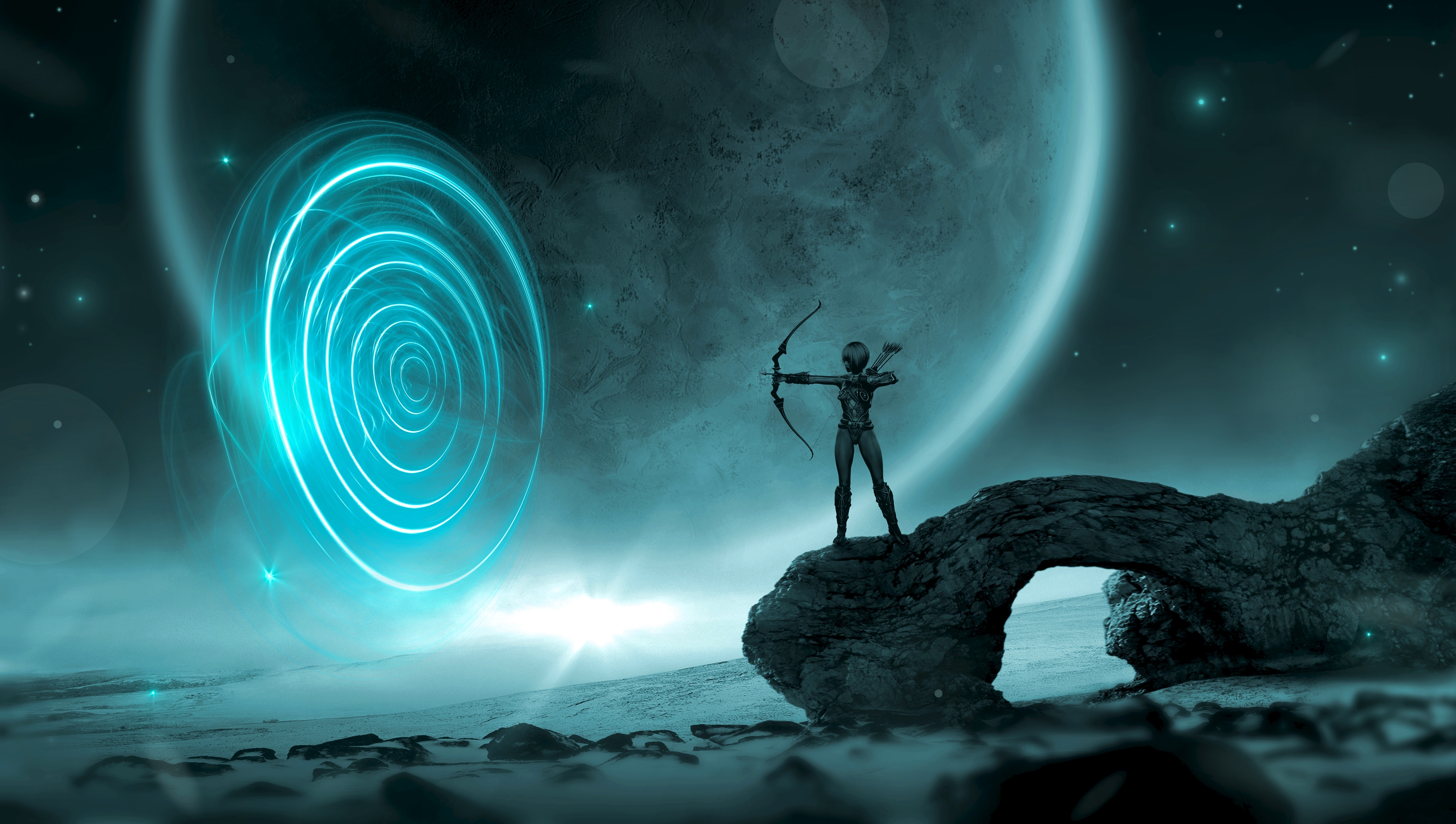
Galactische Amazone

Feministische sciencefiction is een subgenre van sciencefiction dat zich richt op thema's die voor vrouwen, en in het bijzonder feministen, belangrijk zijn, zoals genderongelijkheid, seksualiteit, voortplanting, etc.
Het genre is niet scherp afgegrensd. Zo geeft sciencefiction gecreëerd door vrouwen op zich al vaak een iets ander perspectief, maar wanneer precies is dit perspectief te schetsen als feministisch? Een bekend vroeg sciencefiction werk gecreëerd door een vrouw is Frankenstein door Mary Shelley, al is de vraag te stellen in hoeverre het sciencefiction is. Het is in principe ook mogelijk dat een man feministische sciencefiction schrijft, en het komt ook voor dat een vrouw onder een mannelijk pseudoniem sciencefiction schrijft (zoals James Tiptree jr. en Andre Norton).
Een andere vraag is in hoeverre sciencefiction met een vrouw als hoofdpersoon feministisch is: series als die over Honor Harrington en de "Valor Confederation" hebben een vrouw als hoofdpersoon die alles kan wat een man kan, in een egalitaire samenleving, maar deze is daardoor minder vrouwelijk. De boeken over de Renunciates in de Darkover-serie zijn in brede zin wel  sciencefiction, maar de beschreven actie heeft geen elementen van technische vooruitgang, en hebben daardoor meer gemeen met fantasy. Dit laatste geldt ook voor de "Pern" serie, waarin bovendien vrouwen wel belangrijke rollen spelen, maar het zijn vrij traditionele rollen.
Echt feministische sciencefiction, in de enge zin, werpt vragen op over sociale verhoudingen zoals hoe de maatschappij bepaalde rollen en taken asocieert met een geslacht, de rol die voortplanting speelt bij het definiëren van het geslacht en de ongelijke politieke en persoonlijke macht van man en vrouw. Het bekende voorbeeld daarbij is The Left Hand of Darkness. 
Een thema is dan dat voortschrijdende techniek het mogelijk maakt voor vrouwen om gelijkwaardiger te zijn omdat fysieke kracht van minder belang wordt. Een populaire vernieuwing is een apparaat dat zwangerschap overbodig maakt. 
Feministische sciencefiction illustreert deze thema's vaak door gebruik van een utopie ter verkenning van een maatschappij waarin verschil in behandeling of machtsbalans tussen mannen en vrouwen niet bestaat. Er wordt ook vaak gebruikgemaakt van een dystopie om werelden te verkennen waarin ongelijkheid tussen man en vrouw extra versterkt zijn. Het bekende voorbeeld van een feministische dystopie is The Handmaid's Tale; een wat optimistischer behandeling van hetzelfde thema is de Native Tongue-reeks. Ook de "Xenogenesis"-serie en "Earthseed-serie" van Octavia E. Butler zijn in dystopiën gesitueerd.

## Prijs
Sinds 1991 is er een prijs op dit gebied: de Otherwise Award.

## Voorbeelden van auteurs
- Anne McCaffrey: Dragonsong
- Marge Piercy: Woman on the Edge of Time
- Suzy McKee Charnas: Motherlines
- Sally Miller Gearhart: The Wanderground
- Jessica Amanda Salmonson: The Prodigal Daughter
- Elizabeth Baines: The Birth Machine
- Kate Wilhelm: Where Late the Sweet Birds Sang
- Zoë Fairbairns: Benefits
- Suzette Haden Elgin: Native Tongue-reeks
- Naomi Mitchison: Memoirs of a Spacewoman
- Pat Cadigan: Mindplayers
- Lois McMaster Bujold: Vorkosigan Saga
- Octavia E. Butler: Xenogenesis- en Earthseed-reeksen
- Vonda N. McIntyre: Dreamsnake
- Doris Lessing: The memoirs of a survivor, Canopus in Argos: Archives-reeks
- Nalo Hopkinson: Midnight Robber
- Joanna Russ: The Female Man